# Starý špitál (Přibyslav)
Starý špitál v Přibyslavi nechal v roce 1692 vystavět kníže Ferdinand z Ditrichštejna. Stalo se tak na žádost přibyslavských konšelů, neboť město se po třicetileté válce jen s velkými obtížemi zvládalo starat o chudé, které válka připravila o domov. Město z tohoto důvodu pro stavbu poskytlo pozemek. Na štítě špitálu, který byl v dané době chápán spíše jako chudobinec než jako nemocnice, je proto dodnes zobrazen znak Ditrichštejnů. Svou funkci plnil zhruba 250 let.
Špitál je chráněn jako kulturní památka.

## Historie
Původní špitál, který vzal zasvé při obrovském požáru města v roce 1767, byl dvouštítový gotický dům s vysokými střechami, pokrytými šindelem. Poté byl opraven již pouze jako jednoštítový.
Podle zakládací listiny byl určen pro 7 starých žen z Přibyslavi a Polné (kde vznikl obdobný útulek pro muže) na počest Panny Marie Sedmibolestné. Jejich chudobu musel potvrdit vrchnostenský úřad a ještě i přibyslavský farář.
Tzv. panský chudobinec fungoval ještě ve 30. letech 20. st., např. v říjnu 1932 v něm bylo ubytováno 11 žen.

### Práva a povinnosti špitálnic
K posluze a vaření měly ubytované špitálnice hospodyni. Týdně měly nárok na 1,5 funtu (asi 0,84 kg) masa. Čtrnáctkrát do roka o svátcích jim byl příděl ještě zvýšen. Byly rovněž stanoveny normy ročního přídělu sýra, tuku, soli, mléka, zelí, mrkve, ale i mýdla, svíček nebo dřeva na vaření. Každá přitom měla denně nárok na 2 žejdlíky piva, což zhruba odpovídá dvěma dnešním malým pivům. Jednou za tři roky měly nárok na nové šaty a jednou za 6 let nový plášť.
K jejich povinnostem patřila každodenní účast na mši a odpoledním požehnání. Špitál mohly opouštět pouze ve dvojicích a musely jej hlásit hospodyni. „Do výčepních místností měly vstup zakázán pod hrozbou vyloučení ze špitálu," uvádí Oldřich Málek v publikaci Přibyslavského městského muzea.

## Po rekonstrukci v roce 1998
Po rekonstrukci v roce 1998 byl objekt využíván jako městské muzeum a informační centrum. Poté se stal prostorem pro pořádání výstav a koncertů.